# Phorbia portensis
Phorbia portensis är en tvåvingeart som först beskrevs av Huckett 1948.  Phorbia portensis ingår i släktet Phorbia och familjen blomsterflugor.
Artens utbredningsområde är Oregon. Inga underarter finns listade i Catalogue of Life.